# Miguel Lasso
Miguel Antonio Lasso Rodríguez (3 dicembre 1985 – San Miguelito, 22 luglio 2013) è stato un calciatore e giocatore di calcio a 5 panamense.

## Carriera
Atleta professionista, con la nazionale panamense ha partecipato a una Coppa del Mondo (2012) e a due edizioni del CONCACAF Futsal Championship, concluse dalla selezione panamense al quarto (2008) e al terzo (2012) posto. Nelle prime ore del 22 luglio 2013 è rimasto ucciso in una sparatoria scatenatasi al di fuori di un locale notturno di San Miguelito. L'ultima società di calcio a 5 in cui giocò, il Perejil, cambiò in suo onore la denominazione in "Deportivo Miguelito Lasso".